# L'Empreinte rouge
Pour plus de détails, voir Fiche technique et Distribution.
L'Empreinte rouge est un film français réalisé par Maurice de Canonge, sorti en 1937.

## Fiche technique
- Titre : L'Empreinte rouge
- Réalisation : Maurice de Canonge
- Scénario : d'après le roman La Patte d'éléphant[1] de Pierre Fallot
- Dialogues : Maurice de Canonge
- Photographie : Raymond Clunie et Georges Million
- Décors : Émile Duquesne
- Musique : Jane Bos
- Société de production : Unis Films
- Pays d'origine :  France
- Durée : 94 minutes
- Date de sortie : 
  - France : 19 mars 1937

## Distribution
- Colette Darfeuil : Sonia
- René Ferté : Pierre
- Maurice Lagrenée : l'inspecteur Grey
- André Berley : le docteur Lambert
- André Nox : le marquis
- Paul Demange : le greffier
- Colette Broïdo : Daisy
- Rafael Medina : Pablo
- Jacques Grétillat : Suriano
- Ginette Max : la servante
- Alexandre Mihalesco : le fou
- Harry James : le maire
- Habib Benglia
- Gabrielle Rosny
- Georges Desmoulins